# Mianyang
Mianyang (en chino, 绵阳市; pinyin, Miányáng; Wade-Giles, Mien2-yang24 (escuchar)ⓘ ; en sichuanés, Mien2-iang2 4), antiguamente conocida como Mianzhou 
(en chino, 绵州; pinyin, Miánzhōu; Wade-Giles, Mienchow; en sichuanés, Miencheo, según la romanización francesa, Mien-tcheou) es una ciudad-prefectura , la segunda más grande en la provincia de Sichuan, República Popular China. A una distancia aproximada de 110 km de la capital provincial. Limita al norte con Guangyuan, al sur con Deyang, al noroeste con Ngawa y al este con  Bazhong. Su superficie es de 20 000 km² y su población es de 4,6 millones.

## Administración
La ciudad prefectura de Mianyang administra 2 distritos, 1 ciudad municipal, 5 condados y 1 condado autónomo:
- Distrito Fucheng 涪城区 / 涪城區
- Distrito Youxian 游仙区 / 遊仙區
- Ciudad Jiangyou 江油市 / 江油市
- Condado Santai 三台县 / 三臺縣
- Condado Yanting 盐亭县 / 鹽亭縣
- Condado An 安县 / 安縣
- Condado Zitong 梓潼县 / 梓潼縣
- Condado Pingwu 平武县 / 平武縣
- Condado autónomo Beichuan Qiang 北川羌族自治县 / 北川羌族自治縣

## Toponimia
El topónimo Mianyang  [/mién-yang/] indica su ubicación respecto a la montaña Mian (绵山). Muchos lugares de China, en el nombre llevan "Yang" porque están situadas al norte de un río,o al sur de una montaña (siguiendo las tradición del Feng shui con el Yin y yang).
Los Anales de la Ciudad Mianyang publicados en 1999 afirman: En 1912, Mianzhou fue abolida y en su área se estableció Mianyang, debido a que la sede del condado está ubicada al sur del monte  Mian, se le dio el nombre de Mianyang con el significado 'la montaña Mian es su yang'.

## Historia
Mianyang, llamada Fujun en tiempos antiguos , tuvo gran importancia durante las dinastías Qin y Han. La región tiene una historia larga de más de 2.200 años desde que el emperador Gaozu de la dinastía Han la estableció por vez primera en el 201 a. C. Debido a su ubicación geográfica ventajosa, fue punto importante militar como defensa natural para Chengdu. En Mianyang se encuentra la sede del CAEP y la Ciudad de la Ciencia, un inmenso complejo de Investigación militar, que fue el escenario de la evolución de la primera bomba nuclear china.
La ciudad fue levemente golpeada por un terremoto el 12 de mayo de 2008. Sin embargo, el condado autónomo Beichuan Qiang, que está bajo su administración llevó la peor parte. La escuela del condado autónomo fue destruida rápidamente cobrando la vida de 1000 estudiantes. Se dice que el 80% de los edificios del condado se desplomaron incluyendo la sede de gobierno.El número final de víctimas fue de 21.963 personas muertas, 167.742 heridos y faltan 8.744 desaparecidos.

## Clima
La ciudad está situada al noroeste de la Cuenca de Sichuan cerca de las laderas del río fu (涪江) un tributario del Río Jialing.
Mianyang tiene un clima húmedo subtropical, con una precipitación media anual de 1100 mm, La temperatura promedio es de 16C, con una temperatura máxima de 39C en verano y mínimo de -5C en invierno.
| Parámetros climáticos promedio de Mianyang (1971−2000) | Parámetros climáticos promedio de Mianyang (1971−2000) | Parámetros climáticos promedio de Mianyang (1971−2000) | Parámetros climáticos promedio de Mianyang (1971−2000) | Parámetros climáticos promedio de Mianyang (1971−2000) | Parámetros climáticos promedio de Mianyang (1971−2000) | Parámetros climáticos promedio de Mianyang (1971−2000) | Parámetros climáticos promedio de Mianyang (1971−2000) | Parámetros climáticos promedio de Mianyang (1971−2000) | Parámetros climáticos promedio de Mianyang (1971−2000) | Parámetros climáticos promedio de Mianyang (1971−2000) | Parámetros climáticos promedio de Mianyang (1971−2000) | Parámetros climáticos promedio de Mianyang (1971−2000) | Parámetros climáticos promedio de Mianyang (1971−2000) |
| Mes                                                    | Ene.                                                   | Feb.                                                   | Mar.                                                   | Abr.                                                   | May.                                                   | Jun.                                                   | Jul.                                                   | Ago.                                                   | Sep.                                                   | Oct.                                                   | Nov.                                                   | Dic.                                                   | Anual                                                  |
| ------------------------------------------------------ | ------------------------------------------------------ | ------------------------------------------------------ | ------------------------------------------------------ | ------------------------------------------------------ | ------------------------------------------------------ | ------------------------------------------------------ | ------------------------------------------------------ | ------------------------------------------------------ | ------------------------------------------------------ | ------------------------------------------------------ | ------------------------------------------------------ | ------------------------------------------------------ | ------------------------------------------------------ |
| Temp. máx. media (°C)                                  | 9.6                                                    | 11.6                                                   | 16.1                                                   | 22.3                                                   | 26.7                                                   | 28.7                                                   | 30.1                                                   | 30.5                                                   | 25.5                                                   | 21.0                                                   | 16.0                                                   | 10.9                                                   | 20.8                                                   |
| Temp. mín. media (°C)                                  | 2.0                                                    | 4.1                                                    | 7.7                                                    | 12.5                                                   | 17.4                                                   | 20.9                                                   | 22.4                                                   | 21.9                                                   | 18.7                                                   | 14.3                                                   | 8.8                                                    | 3.6                                                    | 12.9                                                   |
| Precipitación total (mm)                               | 8.5                                                    | 11.7                                                   | 20.2                                                   | 46.7                                                   | 71.4                                                   | 107.0                                                  | 218.7                                                  | 192.2                                                  | 131.4                                                  | 38.7                                                   | 14.5                                                   | 4.5                                                    | 865.5                                                  |
| Días de precipitaciones (≥ 0.1 mm)                     | 5.6                                                    | 7.0                                                    | 9.5                                                    | 11.2                                                   | 13.4                                                   | 14.3                                                   | 15.4                                                   | 13.1                                                   | 14.9                                                   | 12.7                                                   | 6.6                                                    | 4.0                                                    | 127.7                                                  |
| Fuente: Weather China                                  |                                                        |                                                        |                                                        |                                                        |                                                        |                                                        |                                                        |                                                        |                                                        |                                                        |                                                        |                                                        |                                                        |

## Economía
Mianyang es uno de los centros más importantes de China para la industria electrónica. Tiene muchas instituciones de investigación conocidas, tales como la Academia China de Ingeniería Física y Aerodinámica y un Centro de Investigación y Desarrollo. Muchas empresas de talla mundial tienen su sede principal aquí, como Changhong Electronics Group Corporation, Sichuan DND Pharmaceutical Co., Ltd., Jiuzhou Electronics Group, Shuangma Cement Group y Changcheng Special Steel Company.
Mianyang es una importante base nacional de defensa, investigación científica y producción, que consta de 18 institutos, incluida la Academia China de Ingeniería Física y el Instituto de Investigación Aerodinámica de China. Además, alberga 50 empresas grandes y medianas y seis facultades de ciencias.
El gobierno provincial entregará mayores poderes administrativos de gestión económica a la autoridad a nivel provincial, para impulsar el desarrollo de Mianyang. La autoridad de gestión de la nueva economía prestará gran atención a la construcción de la ciudad científica. El comité provincial del partido y el gobierno están redactando actualmente el informe "Opiniones sobre el impulso de la construcción de ciudades científicas en China", que se espera que se publique pronto.

## Transporte
La ciudad tiene conexiones por carretera y ferrocarril con varias ciudades importantes. Se encuentra en la carretera que une Xi'an con la capital provincial de Chengdu, así como en la ruta del ferrocarril Baocheng, que va desde Baoji, en la provincia de Shaanxi, a Chengdu.
El aeropuerto de Mianyang Nanjiao, que es el segundo aeropuerto más grande de la provincia de Sichuan, tiene vuelos directos a Beijing, Shanghái, Guangzhou, Xi'an, Shenzhen, Kunming, Hangzhou, etc. 
La autopista G5 Beijing-Kunming y la autopista G93 Chengyu Ring también pasan por la ciudad.

## Educación
Mianyang es conocida como un centro de ciencia y tecnología y alberga varias instituciones de educación superior, entre las cuales destaca la Universidad Suroeste de Ciencia y Tecnología, que cuenta con un Instituto de Estudios Latinoamericanos y oferta una licenciatura en Estudios Hispánicos.El campus de la Universidad tiene una superficie de aproximadamente 260 hectáreas. Su biblioteca alberga 900.000 ejemplares de libros y más de 10.000 libros electrónicos.
Otros centros universitarios son el Tianfu College, la Universidad de Finanzas y Economía del Sudoeste y la Normal de Magisterio de Mianyang.

## Cristianismo
Según Asia Harvest, las estimaciones de 2020 sugieren que de toda la población (4 057 601), aproximadamente el 5,43 % son cristianos (220 501), incluidos los cristianos de las iglesias no registradas. Entre los cuales el 1,57 % (63 896) son católicos y el 3,86 % (156 605) son protestantes.

### Catolicismo

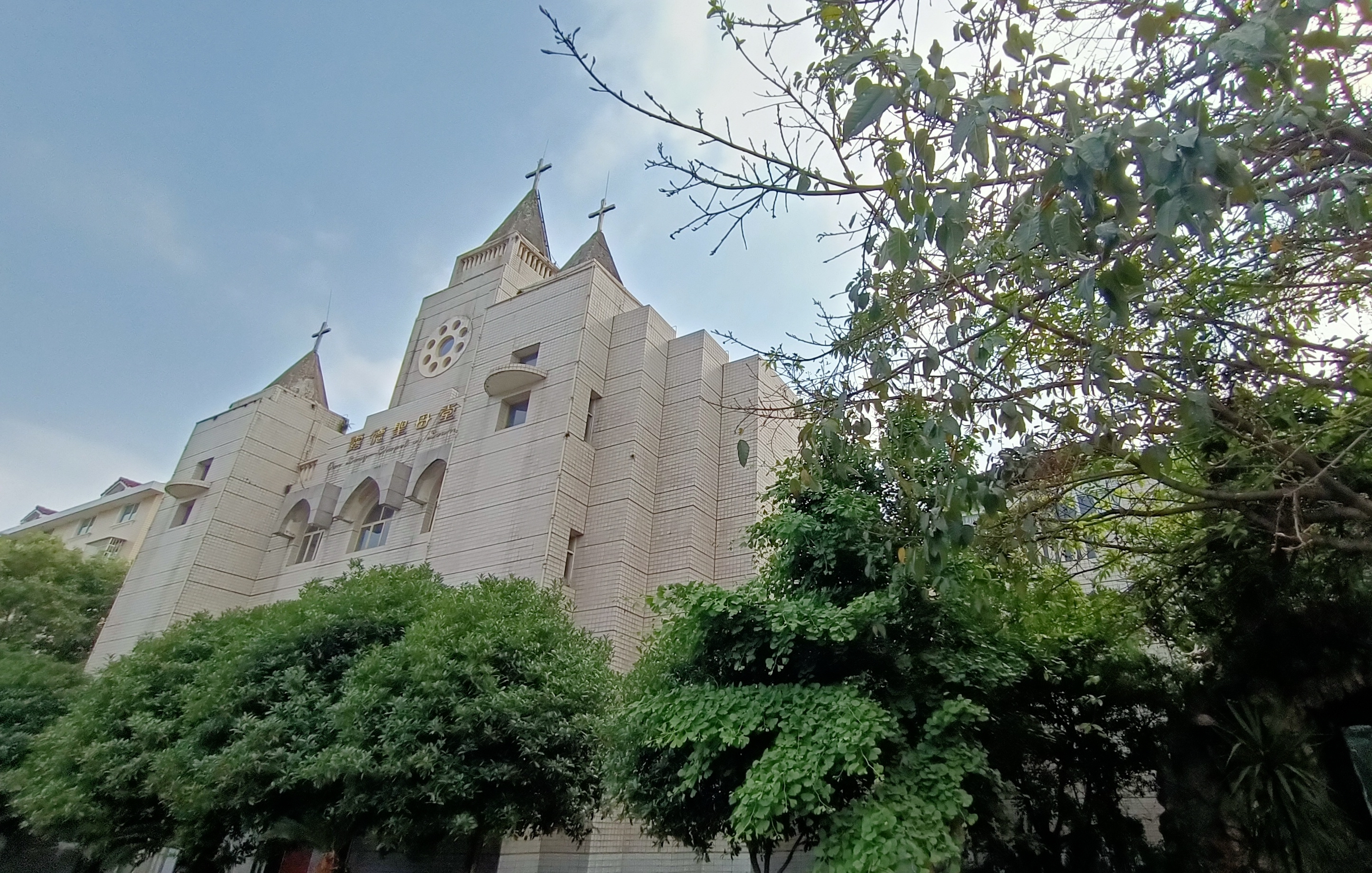
Iglesia de Nuestra Señora de Lourdes de Mianyang

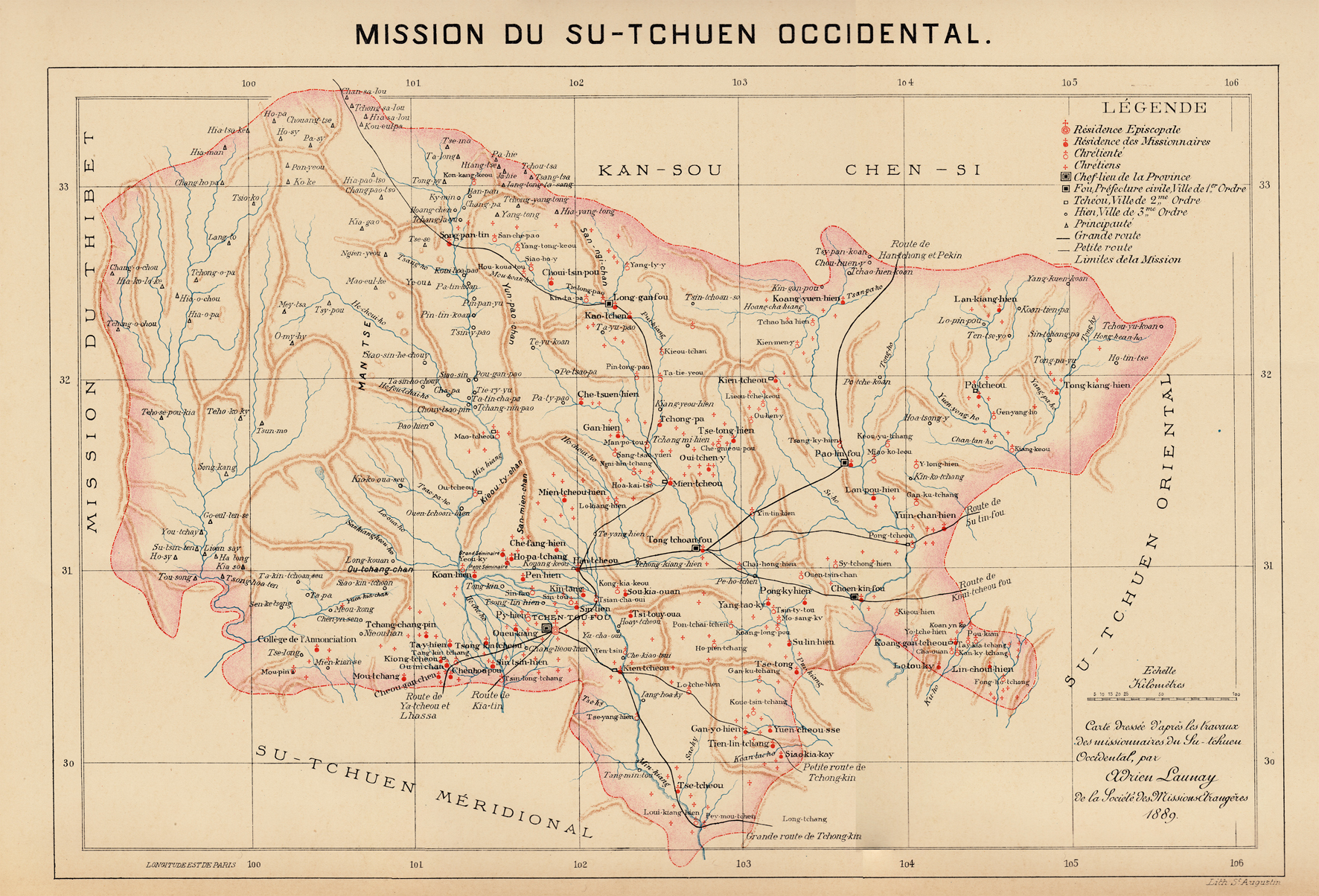
Mianyang (Mien-tcheou-hien) formaba parte de la Misión de Se-Chuan Occidental de las M.E.P.

La presencia cristiana en Sichuan (antiguamente conocida como Se-Chuan o Szechwan) se remonta a la dinastía Tang (618–907) en la forma del cristianismo siríaco oriental. En el caso de Mianyang, la primera evangelización en esta zona, según Anales de Religión de Mianyang, fue llevada a cabo en 1777 por Gabriel-Taurin Dufresse, un misionero católico y santo mártir de las Misiones Extranjeras de París (M.E.P.).

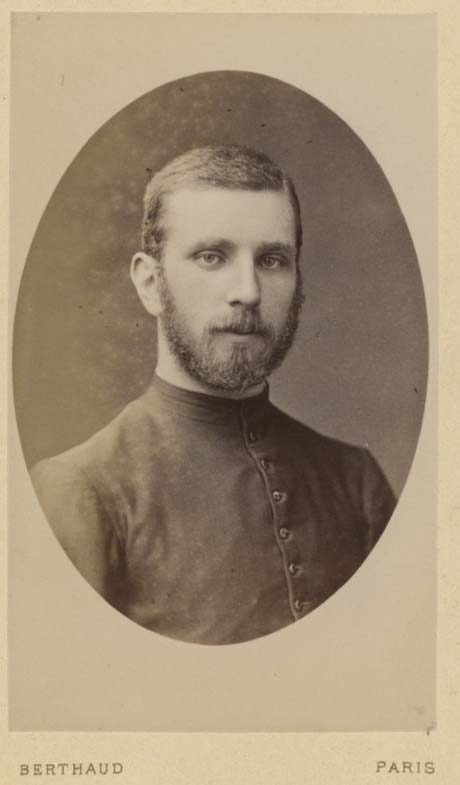
Joseph Hatinguais, misionero en Mien-tcheou.

La primera congregación se estableció en la década de 1820 en un pequeño pueblo llamado Bailín, actualmente bajo la administración del distrito de Youxian. Posteriormente se construyó allí un templo neogótico que Alexandre Perrodin amplió en 1913 y que hoy se conoce como iglesia católica de Bailín. En 1883, después de ejercer su ministerio en el distrito de Long-ngan-fou (actual condado de Pingwu) durante tres años, Joseph-Marie-Félix Hatinguais se hizo cargo del distrito de Lio-pin. Dirigió la obra misional allí hasta que murió de fiebre tifoidea el 16 de octubre de 1886. Fue enterrado en el Seminarium Annuntiationis de Ho-pa-tchang (actual villa de Bailu). Antes de 1951 existía una sociedad purgatorial en Beichuan.
La iglesia de Nuestra Señora de Lourdes es el único templo católico en Fucheng, el distrito más poblado de Mianyang. Lucía Yi Zhenmei, misionera indígena de Mianyang del siglo XIX, fue martirizada en Guizhou y canonizada el 1 de octubre de 2000 por Juan Pablo II.
Históricamente, Mianyang formó parte de la Misión de Se-Chuan Occidental de las M.E.P., y actualmente está bajo la jurisdicción del obispo de Chengdu. Según Asia Harvest, las estimaciones de 2020 sugieren que de toda la población (4 057 601), aproximadamente el 1,57 % son católicos (63 896), incluidos los católicos de la «Iglesia subterránea».
Catorce templos están incluidos en una lista de Anales de Religión de Mianyang:
- Iglesia católica de Bailín, Youxian
- Iglesia católica de Long'an, Pingwu
- Iglesia católica de Gucheng, Pingwu
- Iglesia católica de Tongchuan, Santai
- Iglesia católica de Xiushui, Anzhou
- Iglesia católica de Piankou, Beichuan
- Iglesia católica de Xiaoba, Beichuan
- Iglesia católica de Shiban, Youxian
- Iglesia católica de Huazhulin, Youxian
- Iglesia católica de Xujia, Youxian
- Iglesia católica de Tucheng, Pingwu
- Iglesia católica de Daqiao, Pingwu
- Iglesia católica de Zhongba, Jiangyou
- Iglesia católica de Xiping, Jiangyou

### Protestantismo

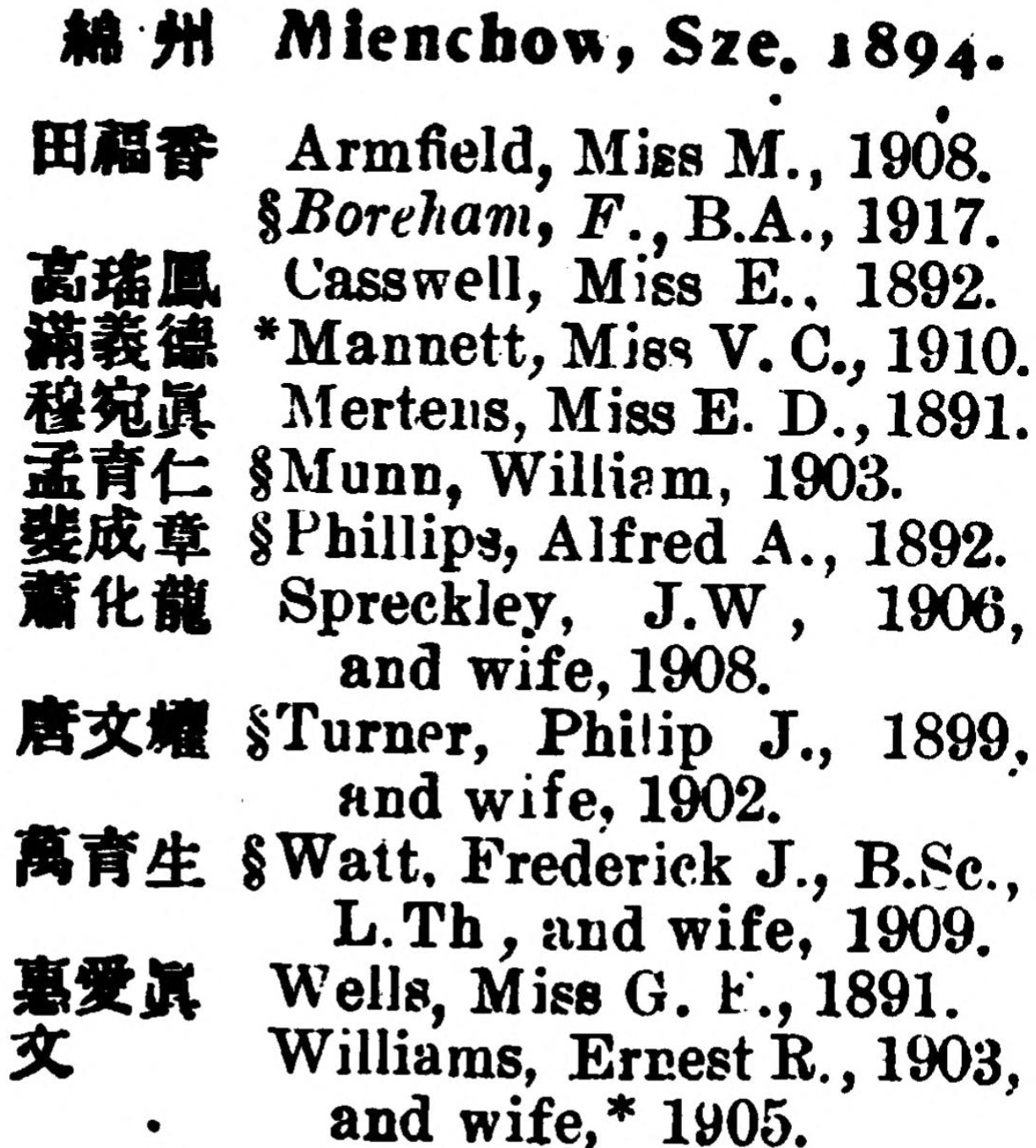
Lista de misioneros de la C.M.S. destinados a Mianyang en 1917.

Los primeros misioneros protestantes que hicieron proselitismo en Mianyang fueron los anglicanos de la Church Missionary Society (C.M.S.), que posteriormente hicieron de la ciudad su sede de misión. La apertura de la ciudad a la obra misional en 1894 se debió principalmente a Alice Entwistle. O según Anales de Religión de Mianyang, en 1885, Alfred Arthur Phillips y Gertrude Emma Wells de la Church Missionary Society ya fundaron en Mianyang una pequeña iglesia misional conocida como iglesia del Evangelio. Sin embargo, la iglesia del Evangelio de Zhongba se considera tradicionalmente como el primer templo de la C.M.S. fundado en la región de Mianyang. A finales de la década de 1880, dos mujeres que representaban a la Church of England Zenana Missionary Society trabajaban en la ciudad.
En 1908, William Munn estableció la escuela primaria de Hua Ying en el subdistrito de Nanshan (actual escuela secundaria de Nanshan) y, fue el primer director hasta 1916, cuando Frederick J. Watt asumió el cargo. En 1918, Alfred Arthur Phillips estableció la primera escuela de mudos y ciegos de Sichuan en el callejón de los Huang del distrito de Fucheng. Frederick Boreham, futuro archidiácono de Cornualles, se dedicó a la misión de Mianyang (Mien Yong) bajo la C.M.S. de 1917 a 1924, y nuevamente de 1928 a 1934.
En 1936, tras la división de la diócesis de China Occidental en diócesis de Szechwan Oriental y diócesis de Szechwan Occidental, Mianyang quedó bajo la autoridad de esta última, que contaba con el apoyo de la C.M.S.

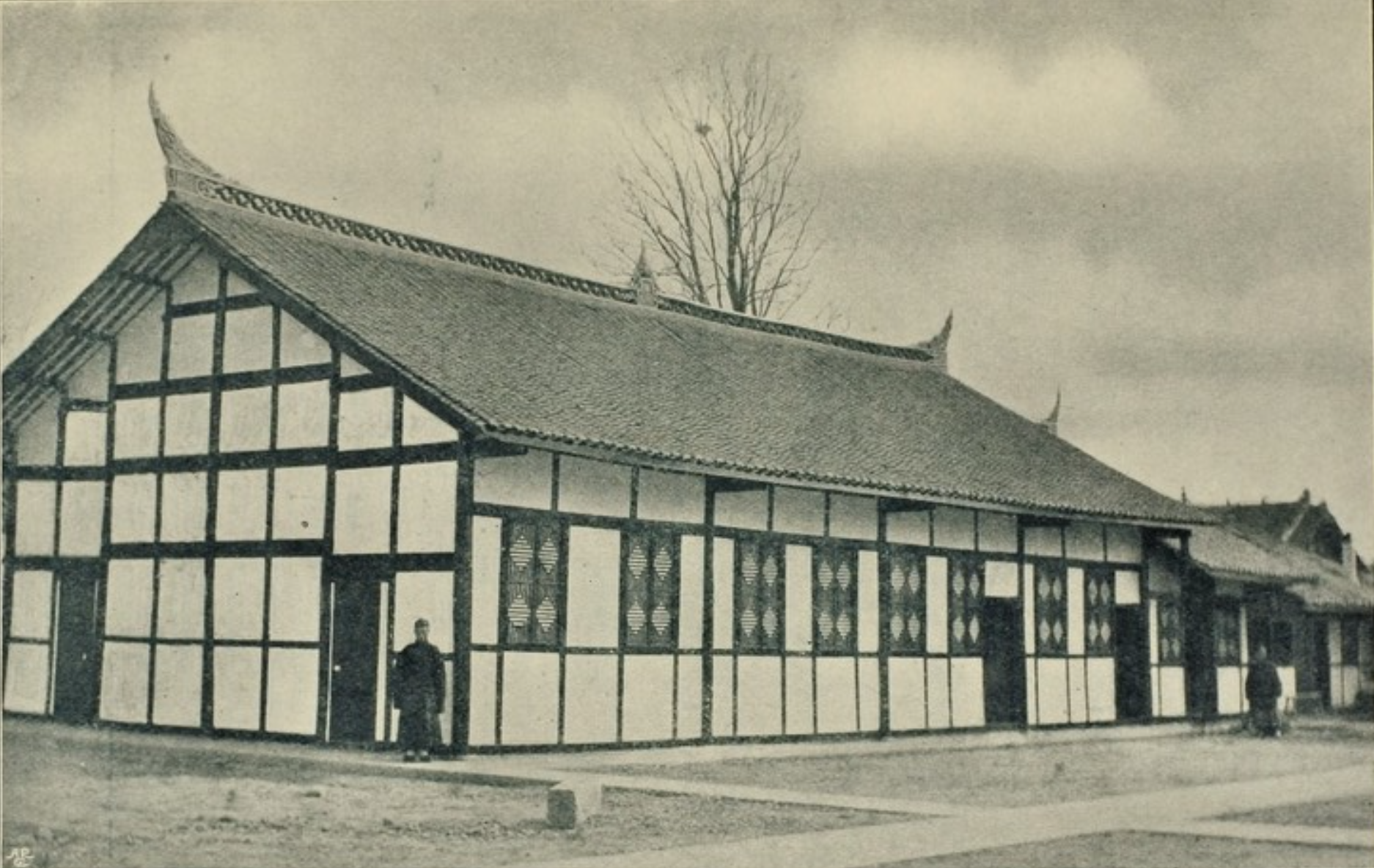
Templo cuáquero de Tongchuan, c. 1905.

El condado de Santai (antiguamente conocido como Tungchwan o Tongchuan) fue un centro de cuaquerismo, que fue introducido en 1887, y nuevamente en 1894 por la Asociación de Misiones Extranjeras de los Amigos (A.M.E.A.). La misión de Santai se convirtió en la rama misionera más grande del distrito norte de la A.M.E.A. En 1900, la misión fue organizada como Junta Mensual de Santai por Isaac Mason, bajo la administración de la Junta Anual de Szechwan.
Desde 1942, la Iglesia Adventista del Séptimo Día tuvo una pequeña presencia en Fenggu, un pueblo bajo la administración de Fucheng. Esta confesión hizo construir un templo en julio de 1946 y obtuvo 99 conversos antes de 1950. La Verdadera Iglesia de Jesús tuvo una pequeña presencia en Jiangyou y Yanting desde 1947.
Según Asia Harvest, las estimaciones de 2020 sugieren que de toda la población (4 057 601), aproximadamente el 3,86 % son protestantes (156 605; denominados «evangélicos»), incluidos los protestantes de las iglesias caseras.
Seis templos están incluidos en una lista de Anales de Religión de Mianyang:
- Iglesia del Evangelio de Fucheng, Mianyang (anglicana por fundación)
- Iglesia del Evangelio de Fuyi, Yanting
- Iglesia del Evangelio de Tongchuan, Santai (cuáquera por fundación)
- Iglesia del Evangelio de Chengguan, Anzhou (anglicana por fundación)
- Iglesia protestante de Lingxing, Santai
- Iglesia del Evangelio de Jiangyou (anglicana por fundación)

## Lugareños ilustres
Mianyang es la ciudad natal del famoso poeta Li Bai y cuenta con muchas reliquias históricas del período de los Tres Reinos.
Li Shunxian fue una poeta de ascendencia persa que floreció durante el período del reino de Shu anterior (907-925). Tenía dos hermanos, Li Xun, un poeta y farmacólogo, autor de la Farmacopea de ultramar (海藥本草T, Hǎiyào BěncǎoP), y Li Xuan, también farmacólogo y alquimista. Li Guotao y Lo Hsiang-lin, respectivamente, han sugerido que su origen religioso es zoroástrico o cristiano nestoriano. En su obra La transmisión de la medicina extranjera a través de las rutas de la seda en la China medieval: un estudio de caso de Haiyao Bencao, Chen Ming afirma que está "inclinado a estar de acuerdo con Lo Hsiang-lin y a concluir que Li Xun era probablemente un nestoriano, influido por el taoísmo". Sin embargo, ambas suposiciones carecen de evidencia sólida y aún están por demostrarse.
Wang Yi es un pastor calvinista de Santai y fundador de la Iglesia reformada de la lluvia temprana en Chengdu. En 2018, fue detenido acusado de «incitar a la subversión del poder estatal».
Wang Chiu-chiang es un pintor paisajista de «montañas y agua» con influencia tibetana. Está clasificado como miembro de los artistas nacionales de segunda clase.